# کیروف
کیروف (به روسی: Ки́ров) شهری است در شمال خاوری بخش اروپایی روسیه.
این شهر با جمعیت ۴۵۷٬۵۷۸ نفر (سال ۲۰۰۲) در‌کنار رود ویاتکا واقع شده و مرکز استان کیروف است.
نام‌های پیشین آن ویاتکا و خلینوف بود.

## پیشینه
دژ خلینوف که در باختر رشته‌کوه اورال واقع شده در سال ۱۱۸۱ به‌دست بازرگانان اهل نوگورود بنیاد شد. در متون تاریخی برای نخستین بار در سال ۱۳۷۴ از این محل به‌عنوان شهر نام برده شده‌است. خلینوف در سال ۱۴۸۹ ضمیمهٔ دوک‌نشین اعظم مسکو شد و به‌خاطر تولید مجسمه‌های گلی کوچک و سوت‌سازی در سراسر روسیه شهرت یافت.
در زمان خانات قازان این شهر نیز توسط آنان اداره می‌شد و در آن دوره با نام هیلین مشهور بود. کهن‌ترین ساختمان پابرجای شهر، کلیسای عروج مریم (ساخت ۱۶۸۹) است که از عمارتی بزرگ با پنج گنبد مدور تشکیل شده‌است.
در سال ۱۷۸۱، کاترین بزرگ نام شهر را از خلینوف به ویاتکا تغییر داد و آن را تبدیل به مرکز استان نمود. در آن دوره از این شهر هم‌چنین به‌عنوان یک تبعیدگاه استفاده می‌شد. از تبعیدیان مهم این دوره می‌توان به الکساندر هرزن، الکساندر ویتبرگ و میخائیل سالتیکوف-شچدرین اشاره کرد.
در اواخر سدهٔ ۱۹ میلادی این شهر یکی از ایستگاه‌های مهم راه‌آهن سراسری سیبری بود. در ماه دسامبر ۱۹۳۴ نام این شهر بار دیگر تغییر یافت و به افتخار سرگئی کیروف، یکی از رهبران شوروی که در یکم دسامبر ترور شد، کیروف نامیده شد.
در دههٔ ۱۹۹۰ بندر کیروف ورشکست شد و تمامی قایق‌های آن به دیگر نواحی فروخته شد. منطقه کیروف به‌خاطر داشتن بدترین بزرگ‌راه‌ها و خیابان‌ها و بالا بودن تعداد زایمان دوقلوها در آن، شهرت دارد.

## نگارخانه

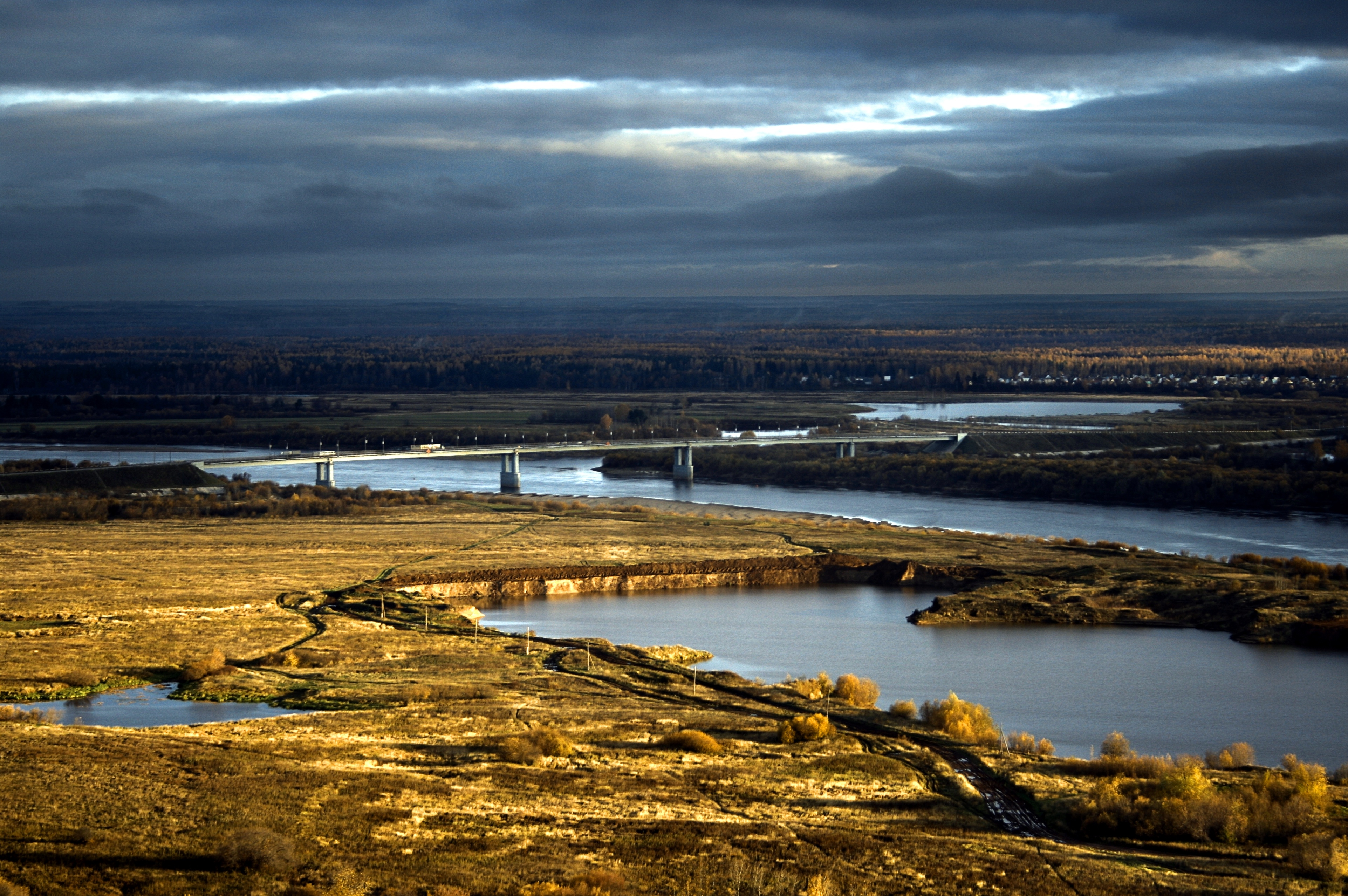
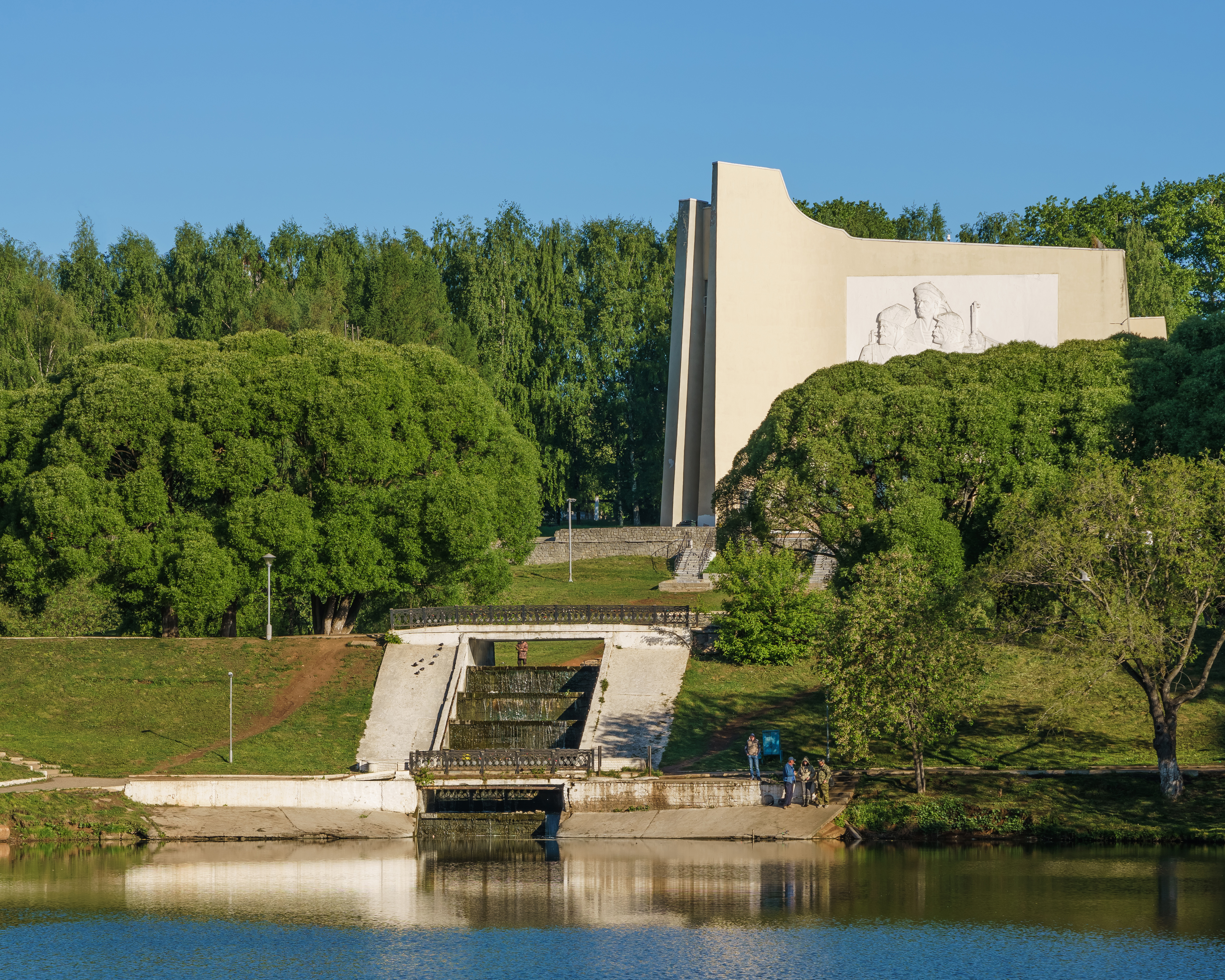
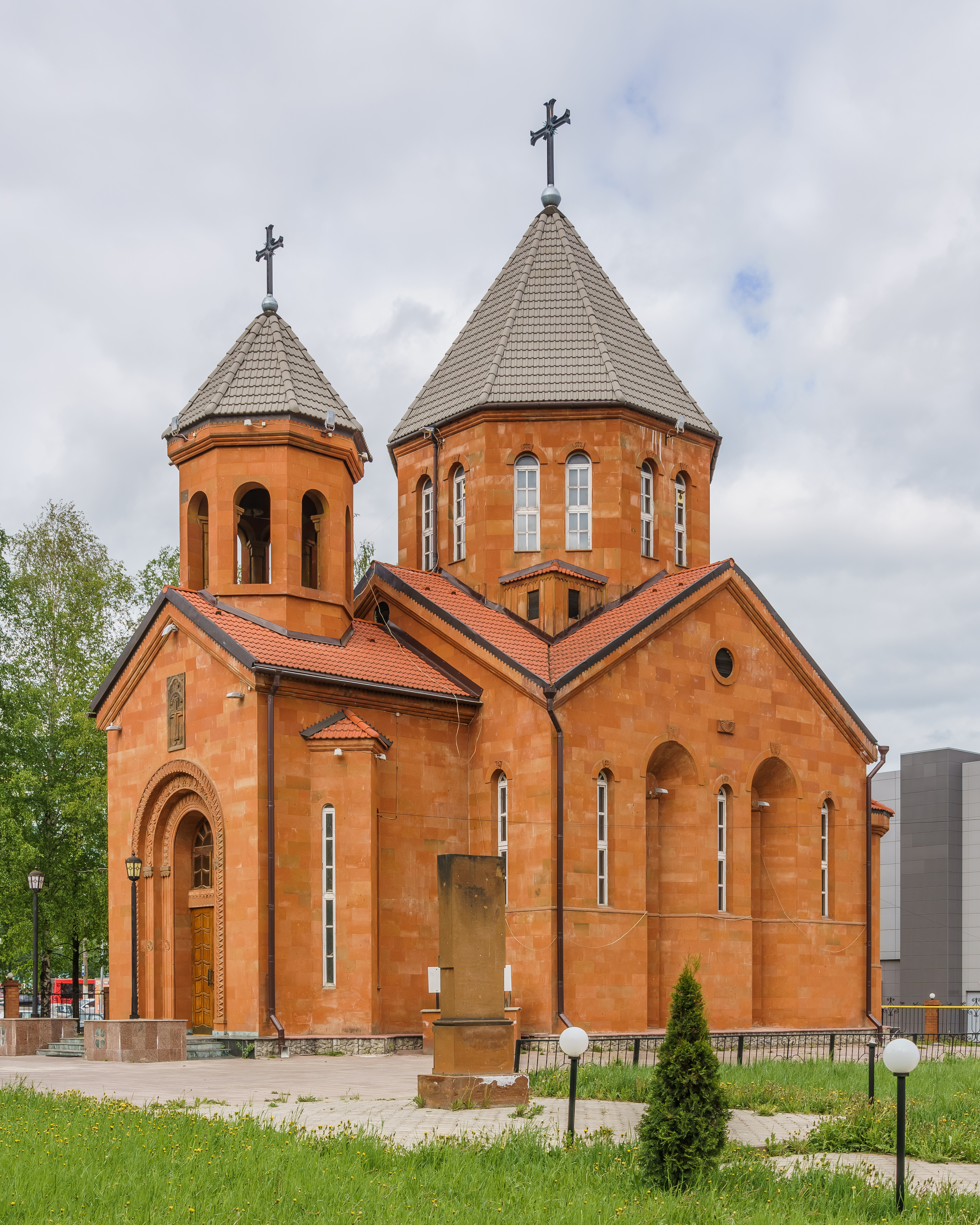
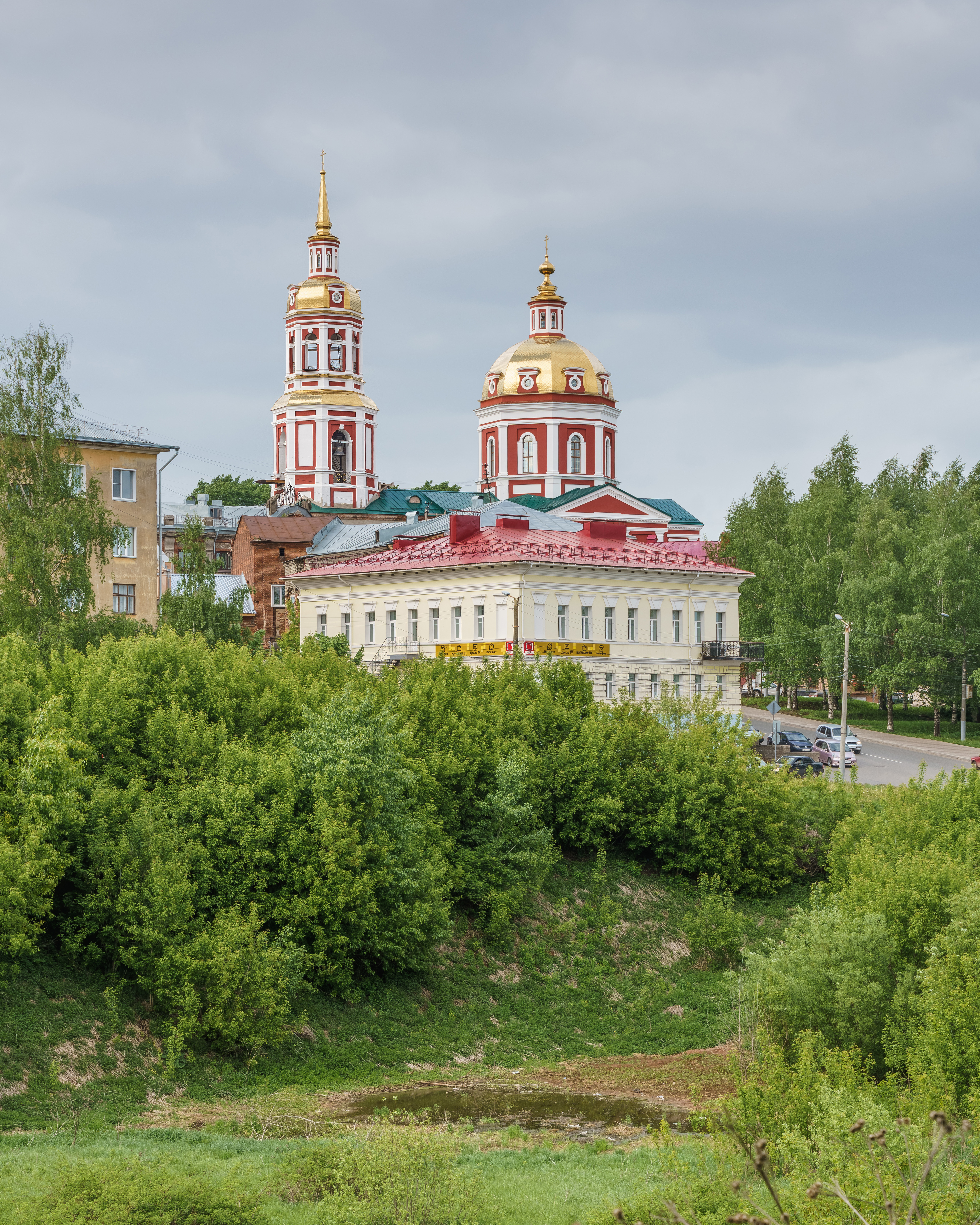